# Withaya Laohakul
Withaya Laohakul oder Witthaya Hloagune (Thai: วิทยา เลาหกุล; * 1. Februar 1954 in der Provinz Lamphun, Thailand), auch als Hean bekannt, ist ein thailändischer Fußballtrainer und ehemaliger Fußballspieler.

## Karriere

### Spieler
Seine fußballerische Laufbahn begann er beim FC Raj Pracha, einem Verein aus der Hauptstadt Bangkok. Als er 1979 zu Hertha BSC wechselte, war er der erste Thailänder in der deutschen Bundesliga. Insgesamt kam er bei Hertha BSC nur zu 33 Ligaeinsätzen in drei Jahren und stieg zudem mit dem Klub in der Saison 1979/80 in die 2. Fußball-Bundesliga ab.
Nach seinem Wechsel zum 1. FC Saarbrücken 1982 lief es für ihn besser und er kam immerhin auf 53 Ligaeinsätze in zwei Jahren und erzielte dabei sieben Tore. Größter Erfolg in dieser Zeit war der Meistertitel in der Oberliga Südwest 1982/83 und der damit verbundene Aufstieg in die 2. Bundesliga. 
Nach seiner Zeit in Saarbrücken, ging er zunächst zurück nach Thailand, um dann anschließend wieder nach Japan zum Matsushita FC, später Gamba Osaka, zu wechseln.

### Trainer
1988 wurde er bei Gamba Osaka Cheftrainer und war daran beteiligt, dass Gamba Osaka ein Gründungsmitglied der J. League wurde. 
1996, zurück in Thailand, übernahm er den FC Bangkok Bank und führte den Verein zu zwei Meisterschaften und in die AFC Champions League. 1997 wurde er sogar zum Trainer des Jahres gewählt. 
Im Jahr 2004 übernahm er den FC Chonburi und führte ihn aus der zweiten thailändischen Liga in die erste Liga und direkt auf Platz 8.
Verärgert über den thailändischen Fußballverband, welcher es nicht schaffte für professionelle Strukturen zu sorgen, kehrte er Thailand wieder den Rücken und ging zurück nach Japan. Dort übernahm er Gainare Tottori, einen Verein aus der dritthöchsten Spielklasse, mit der Aufgabe den Klub die J. League zu führen.

## Auszeichnungen

### Spieler
- Japan Soccer League Elf des Jahres: 1980

### Trainer
- Trainer des Jahres: 1997 als Trainer des FC Bangkok Bank

## Erfolge

### Spieler
- Japan Soccer League Gewinner 1980
- Südostasienspiele  Gewinner: 1977[4]
- Meister der Oberliga Südwest und Aufstieg in die 2. Fußball-Bundesliga: 1983

### Trainer
- Thailand Premier League 1996 und 1996 mit FC Bangkok Bank
- Emperor’s Cup 1990 mit Gamba Osaka
- Queen’s Cup 1992 mit Gamba Osaka